# Elena Cornetti
Elena Cornetti (n. Elena Zissi, Vâlsănești din județul Romanați, actual Olari, Pârșcoveni - d. 1907), fiica boierului Marcu Zissi și a soției acestuia Anastasia, a fost o filantroapă și fondatoare, împreună cu soțul ei, Elefterie Cornetti a Școlii de Muzică „Elefterie și Elena Cornetti” din Craiova.

## Viața
Elena Conetti s-a născut la conacul boierului aromân Marcu Zissi din satul Vâlsănești (actual Olari), județul Olt, în a doua jumătate a secolului XIX.
Împreună cu fratele sau George Zissi, și sora sa, Sultana, Elena și-a petrecut copilăria la Vâlsănești. A studiat apoi la Paris.
În anul 1870 s-a căsătorit cu Elefterie Cornetti, născut la Craiova, părinți fiind Ecaterina și Craciunu Ivanovici.
A donat, în 1870, bani pentru construirea capelei și terminarea azilului „Elena Doamna” și a activat ca voluntară în spitalele cu răniți din Războiul de Independență.
Dupa moartea sa, din anul 1907, Elena a donat averea sa primăriei Craiova, iar din aceasta s-a ridicat, între anii 1910 și 1911, Școala de Muzică „Elefterie și Elena Cornetti” din Craiova, a treia astfel de instituție din țară, după cele de la București și Iași.

## Vezi și
- Școala de artă Cornetti
- Conacul Neamțu din Olari